# Hàn Chính (nhà Nguyên)
Hàn Chính (chữ Hán: 韩政, ? – ?), tự Quân Dụng, người Ích Đô , tướng lãnh đầu đời Nguyên.

## Cuộc đời và sự nghiệp
Cha là Hàn Tùng Chi, theo Tứ phò mã nhà Kim đánh Nam Tống, đồn thú Sơn Dương, tử trận ở đấy.
Chánh sớm mồ côi, học nghề y để tự nuôi mình, về sau theo chư vương Tháp Sát Nhi trấn thủ Liêu Đông. Tháp Sát Nhi trình bày kế hoạch của Chánh với Nguyên Thế Tổ, khiến hoàng đế lấy làm lạ.
Năm Chí Nguyên thứ 13 (1276), Tương Uy được làm Chinh tây Đô nguyên soái, đánh dẹp Tây Phiên, triều đình thụ Chánh làm Gia nghị đại phu, Hán quân Nguyên soái giám quân, cho đeo Kim hổ phù. Trong quân cả sợ, nói với nhau: “Giám quân không phải là người có quốc tính thì không thể được.” Thái tử Chân Kim cũng ngờ vực, nhân lúc Chánh vào từ biệt, mệnh cho ông kéo cung cứng; Chánh kéo liền 3 lần, Chân Kim than rằng: “Hoàng đế dùng người quả nhiên như vậy!” rồi ban cho ông 1 bộ áo gấm để đi đường. Chánh tham gia tây chinh, vào sa mạc chém được quắc rất nhiều. Sau khi khải hoàn, Chánh được thụ làm Tiền vệ thân quân Phó đô nguyên soái, Chỉ huy sứ, kiêm Lĩnh tả hữu vệ Đồn điền quân mã; ông tâu xin lấy đồn điền để quản lý bộ thuộc ở vệ, dựa vào đó mà trừng trị những kẻ chẳng lành, triều đình đồng ý.
Năm thứ 19 (1282), Chánh được gia chức Chánh Nghĩa đại phu, sung làm Xu mật viện Phán quan. Ít lâu sau Chánh được bái làm Trì thư thị Ngự sử, hặc Trung thư hữu thừa Lư Thế Vinh mưu lợi, rốt cục kết tội được ông ta. Năm thứ 23 (1286), Chánh được ra làm Hoài Đông đạo Đề hình án sát sứ; ông giỏi xét án, được quan dân ca ngợi.
Không rõ Chánh mất khi nào, hưởng thọ 66 tuổi. Chánh được tặng Gia Nghị đại phu, Thượng thư, Thượng khinh xa đô úy, Nam Dương quận hầu, thụy là Uy Mẫn.

## Hậu nhân
Sử cũ nhắc đến ba con trai của Chánh:
- Hàn Củng, được làm đến Tăng Thành huyện doãn.
- Hàn Chấn, được làm đến Xương Quốc châu Tri châu.
- Hàn Cực, được làm đến Ngự dược phó sứ.